# Audun-le-Roman
Audun-le-Roman este o comună franceză situată în departamentul Meurthe-et-Moselle, în regiunea Grand Est.

## Geografie

### Comune limitrofe
| Serrouville | Errouville | Beuvillers Boulange (Moselle) |
|             |            | Fontoy (Moselle)              |
| Malavillers | Anderny    | Sancy                         |

### Climă
În 2010, clima comunei era de tip montan, conform unui studiu al CNRS, bazat pe o serie de date aferente perioadei 1971-2000. În 2020, Météo-France a publicat o tipologie a climatului din Franța metropolitană, în care comuna este clasificată cu un climat semi-continental și se află în regiunea climatică Lorena, platoul Langres, Morvan, caracterizată printr-o iarnă aspră (1,5 °C), vânturi moderate și ceață frecventă în toamnă și iarnă.
Pentru perioada 1971-2000, temperatura medie anuală este de 9,1 °C, cu o amplitudine termică anuală de 16,4 °C. Cantitatea medie anuală de precipitații este de 924 mm, cu 13,3 zile de precipitații în ianuarie și 9,4 zile în iulie. Pentru perioada 1991-2020, temperatura medie anuală observată la stația meteorologică cea mai apropiată, situată în comuna Rouvres-en-Woëvre la 8 km distanță în linie dreaptă, este de 10,8 °C, iar cantitatea medie anuală de precipitații este de 668,3 mm.
Pentru viitor, parametrii climatici estimati pentru comună, pentru anul 2050, conform diferitelor scenarii de emisii de gaze cu efect de seră, pot fi consultati pe un site dedicat publicat de Météo-France în noiembrie 2022.

## Urbanism

### Tipologie
La 1 ianuarie 2024, Audun-le-Roman este clasificată ca târg rural, conform noii grile comunale de densitate cu șapte niveluri definită de INSEE (Institutul Național de Statistică și Studii Economice) în 2022. Aparține unității urbane Audun-le-Roman, o aglomerație intra-departamentală care reunește două comune, dintre care este oraș-centru. De asemenea, comuna face parte din zona metropolitană a Luxemburgului (partea franceză), fiind o comună din coroana acesteia. Această zonă, care cuprinde 115 comune, este clasificată în categoriile de 700 000 de locuitori sau mai mult (exceptând Parisul).

### Utilizarea terenului
Ocuparea solului comunei, așa cum reiese din baza de date europeană de ocupare biofizică a solului Corine Land Cover (CLC), este marcată de importanța teritoriilor agricole (61,9% în 2018), în scădere față de 1990 (63%). Distribuția detaliată în 2018 este următoarea: terenuri arabile (60,7%), păduri (19,7%), zone urbanizate (18,4%), pajiști (1,2%). Evoluția ocupării terenurilor în comună și a infrastructurilor sale poate fi observată pe diferitele reprezentări cartografice ale teritoriului: harta Cassini (secolul XVIII), harta de stat-major (1820-1866) și hărțile sau fotografiile aeriene ale IGN pentru perioada actuală (1950 până în prezent).

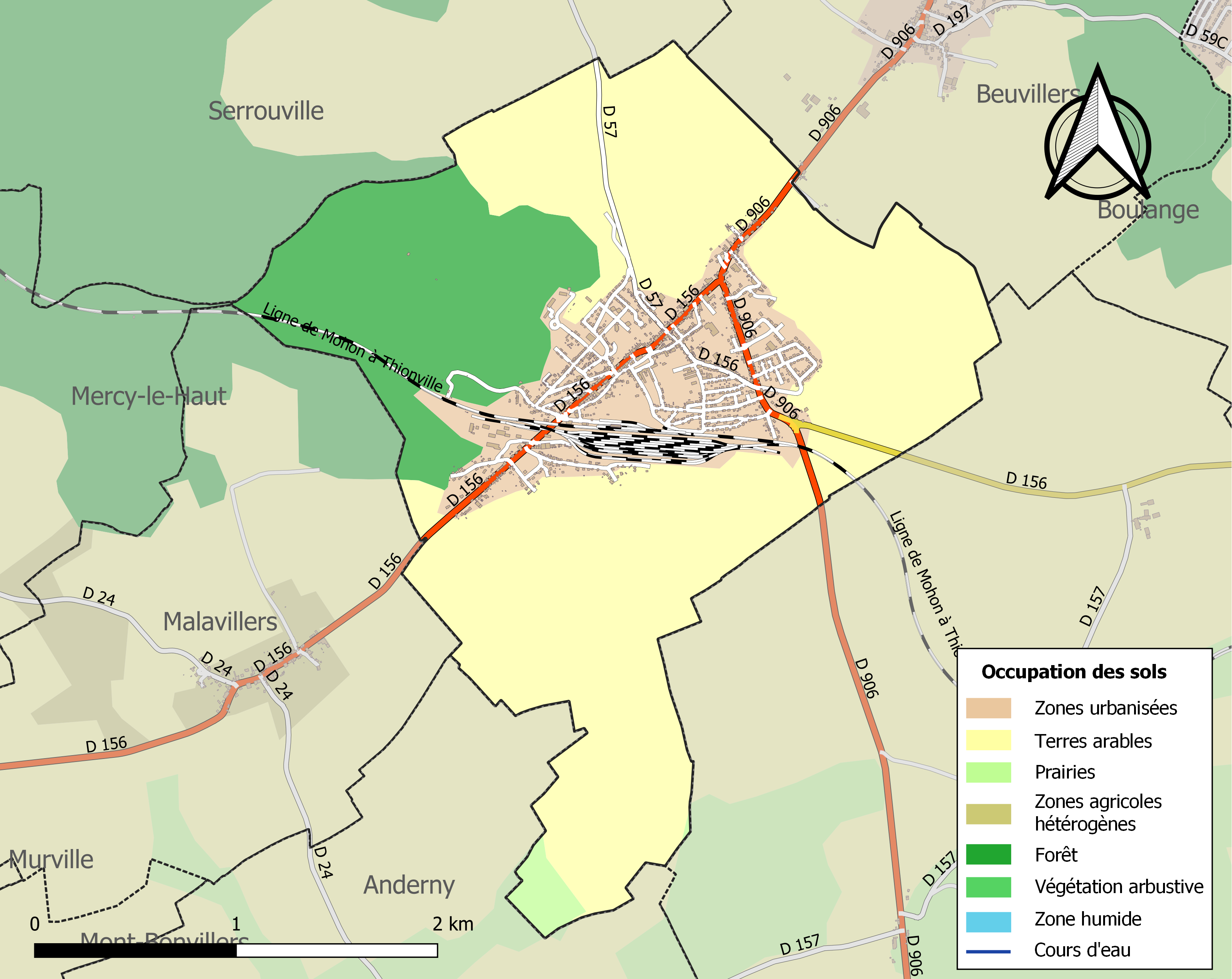
Harta infrastructurii și utilizării terenului a comunei în 2018 (CLC).

## Toponimie
Numele localității este atestat sub formele Awedeux și Awdeux în 1304 (se pronunță [ôdœ:], VTF 285); Audève-le-Romain în 1681; Audeue-le-Romain în 1776.
Este o formațiune toponimică galo-romană de tipul AQUADUCTU „apeduct” (din latinul aquae ductus), de unde Aw(e)deu[x] > Audeu[e] prin evoluție fonetică regulată. În schimb, finala -un în loc de -eu este de tip aberant și se explică probabil prin atracția toponimelor care prezintă finala -dun sau -un.
Determinantul complementar -le-Roman permite distincția față de satul Audun-le-Tiche. Înseamnă „de limbă romană”.
Comuna se numește în mod tradițional Audeu în lorena romană, Welsch-Ot și Welsch-Oth în luxemburgheză, Welsch-Oth în germană.

## Istorie
- Fostă parohie a decanatului Luxemburg (Dieceza de Trier).
- Sat din fosta provincie Trois-Évêchés.
- În 1790 era reședința unuia dintre cele nouă cantoane ale districtului Longwy.
- În 1817, avea 344 de locuitori răspândiți în 62 de case.
- În 1871, Audun-le-Roman s-a aflat de partea franceză a noii frontiere franco-germane care includea o parte a Lorenei.
- Albert Lebrun a fost consilier general al cantonului Audun-le-Roman, din 1898 până în 1932. În 1906 a devenit președinte al Consiliului General al departamentului Meurthe-et-Moselle până în 1932, deputat, ministru și apoi președinte al Republicii Franceze din 1932 până în 1940.

### Primul Război Mondial
Audun-le-Roman a fost distrus de bombardamentele germane din 21 și 22 august 1914; 400 de case au fost distruse cu pastile incendiare și torțe. Paisprezece locuitori au fost împușcați de inamic, 200 au fugit spre Étain, iar 150 au fost evacuați spre Crusnes de un ofițer german care vorbea franceza. Raymond Subes a fost rănit acolo pe 24.
Principalele lupte au avut loc în Audun-le-Roman, la marginea pădurii Audun, la Anderny și, la sfârșitul dimineții, la Malavillers.

## Populația și societatea

### Date demografice
Evoluția numărului de locuitori este cunoscută prin recensămintele populației efectuate în comună începând din 1793. Pentru comunele cu mai puțin de 10 000 de locuitori, un recensământ al întregii populații este realizat la fiecare cinci ani, populațiile legale pentru anii intermediari fiind estimate prin interpolare sau extrapolare.
În 2022, comuna număra 2 477 locuitori, în creștere cu +0,61 % față de 2016 (Meurthe-et-Moselle: -0,13 %, Franța fără Mayotte: +2,11 %).

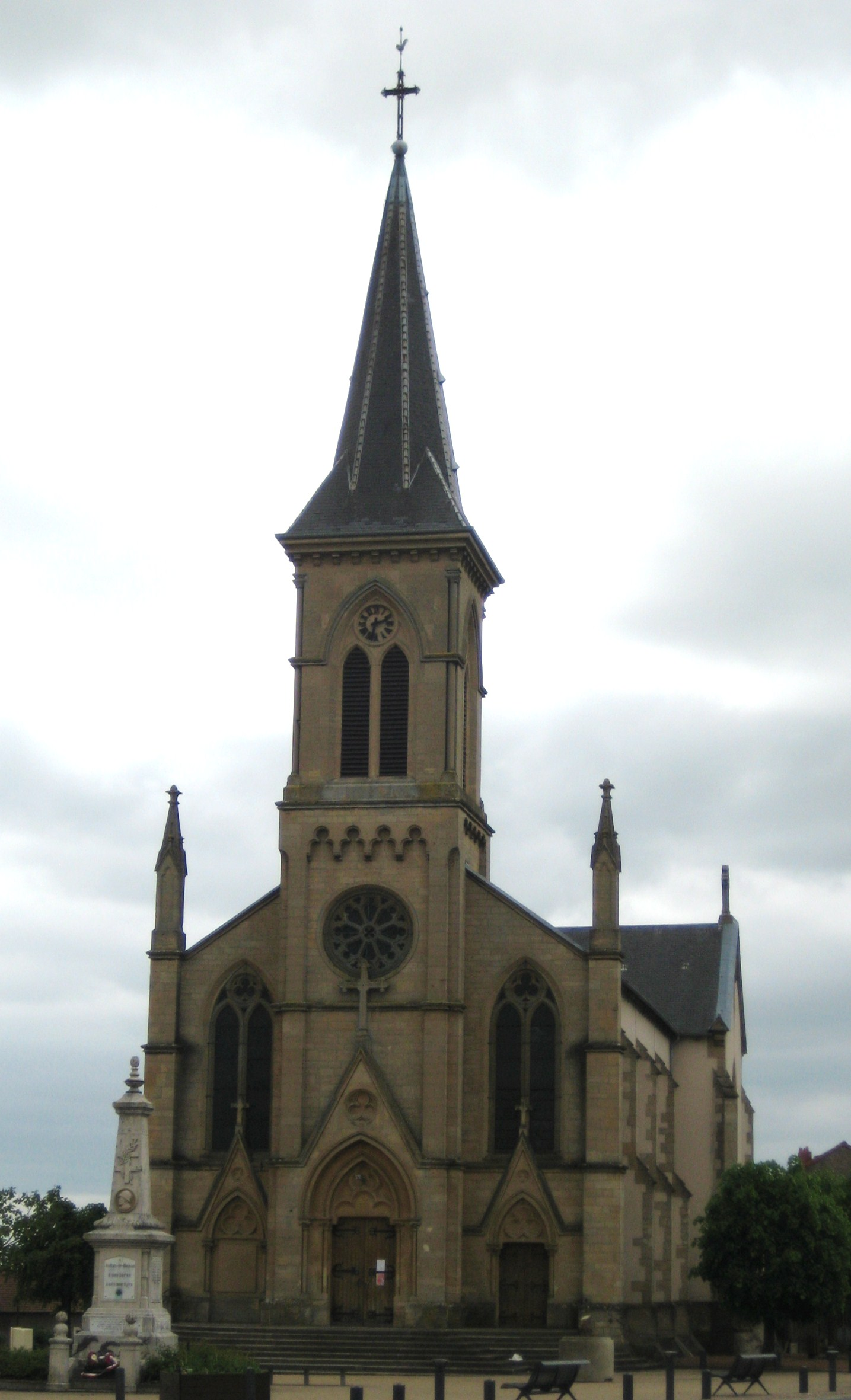
Biserica Saint-Donat.

| An        | 1793 | 1806 | 1841 | 1861 | 1876 | 1886 | 1901 | 1921  | 1936  | 1962  | 1982  | 2006  | 2014  | 2022  |
| --------- | ---- | ---- | ---- | ---- | ---- | ---- | ---- | ----- | ----- | ----- | ----- | ----- | ----- | ----- |
| Populație | 274  | 331  | 478  | 458  | 651  | 590  | 529  | 1 153 | 2 740 | 2 848 | 2 106 | 2 358 | 2 462 | 2 477 |

## Cultură locală și patrimoniu

### Locuri și monumente

#### Edificii civile
- Fostul tribunal, situat în Place du Général-de-Gaulle, construcție: al doilea sfert al secolului al XX-lea.
- Primăria, școala.
- Apeduct roman subteran: provine dintr-o captare la mica Audun, trece pe sub strada Lucien-Michel, alimentează vadul și fântâna din piața primăriei. Până în anii 1950, o pompă din grajdul fermei de la numărul 36 al străzii Lucien-Michel permitea adăparea animalelor. Acest apeduct pare uitat, deoarece nu găsesc niciun document pe această temă.

#### Edificii religioase
- Biserica parohială Saint-Donat, perioada de construcție: a doua jumătate a secolului al XVIII-lea. Biserica a fost reconstruită între 1866 și 1868. Restaurată după războiul din 1914-1918. Inscripție din 1751 refolosită, referitoare la turnarea clopotelor.
- Calvar situat pe strada Lucien-Michel, numărul 17. Calvar datat 1596; restaurat în 1979, reprezentând: Cristos pe cruce; Fecioara Maria; Sfântul Petru; Sfânta Barbara; simboluri profesionale: rindel, clește, echer, craniu.